# Хомо сапиенс (филм)
„Хомо сапиенс” је југословенски кратки филм из 1969. године. Режирао га је Влатко Гилић а сценарио је написао Влатко Гилић.

## Улоге
| Глумац             | Улога |
| ------------------ | ----- |
| Слободан Алигрудић |       |